# Distrikt San Juan de Lopecancha
Der Distrikt San Juan de Lopecancha ist einer der 23 nordperuanischen Distrikte, welche die Provinz Luya in der Region Amazonas bilden. Die Fläche des Distrikts beträgt 88,02 km². Die Einwohnerzahl lag beim Zensus 2017 bei 419.
Das Dorffest in San Juan de Lopecancha wird am 23. September begangen.
Im Norden grenzt der Distrikt San Juan de Lopecancha an den Distrikt Tingo, im Osten an den Distrikt Magdalena und den Distrikt La Jalca, im Süden an den Distrikt Santo Tomás und im Westen an den Distrikt María.

## Städte, Dörfer und Gehöfte im Distrikt San Juan de Lopecancha
- San Juan de Lopecancha
- Pumachaca
- Rivera Alta
- Sumen
- Moras
- Puentecita
- San Antonio
- Santa Rosa
- Corral Pampa
- Triunfo
- Siogue
- Corral
- Oche
- San Martín del Mango
- Huaca Sirina